# Список лиц, лишённых государственных наград Эстонии
Список лиц, лишённых государственных наград Эстонии, состоит из 14 человек.
Согласно Закону о государственных наградах, президент Эстонии может принять решение о лишении лица государственной награды в случае:
1. вступления в законную силу решения суда, признавшего данное лицо виновным в умышленном совершении уголовного преступления;
2. обнародования информации об обстоятельствах, предшествовавших вручению награды, в силу которых таковое оказалось бы невозможным;
3. крайне недостойного поведения данного лица, последовавшего за вручением награды, в силу которого таковое оказалось бы невозможным.

Лица, лишённые государственных наград, обязаны вернуть их в канцелярию президента, однако так поступают не все.

## Список лишённых
| Лицо             | Принадлежность | Тип награды                                | Дата награждения | Дата лишения    | П        |
| ---------------- | -------------- | ------------------------------------------ | ---------------- | --------------- | -------- |
| Андрус Веэрпалу  | Эстония        | Орден Эстонского Красного Креста I класса  | 4 февраля 2002   | 15 апреля 2021  | [ К 1 ]  |
| Андрус Веэрпалу  | Эстония        | Орден Белой звезды I класса                | 21 февраля 2006  | 15 апреля 2021  | [ К 1 ]  |
| Малле Кобин      | Эстония        | Орден Эстонского Красного Креста IV класса | 5 февраля 2014   | 8 апреля 2021   | [ К 2 ]  |
| Владимир Куликов | Эстония        | Серебряный крест ордена Орлиного креста    | 9 февраля 1998   | 7 октября 2019  | [ К 3 ]  |
| Мати Алавер      | Эстония        | Орден Эстонского Красного Креста IV класса | 2 февраля 2001   | 4 марта 2019    | [ К 4 ]  |
| Мати Алавер      | Эстония        | Орден Белой звезды III класса              | 21 февраля 2006  | 4 марта 2019    | [ К 4 ]  |
| Юрий Фигловский  | Эстония        | Орден Орлиного креста V класса             | 6 февраля 2006   | 15 марта 2017   | [ К 5 ]  |
| Сергей Быстров   | Эстония        | Орден Белой звезды V класса                | 6 февраля 2006   | 17 декабря 2014 | [ К 6 ]  |
| Калев Кангур     | Эстония        | Орден Белой звезды IV класса               | 5 февраля 2004   | 8 июля 2014     | [ К 7 ]  |
| Эстер Туйксоо    | Эстония        | Орден Белой звезды III класса              | 6 февраля 2006   | 8 июля 2014     | [ К 7 ]  |
| Тоомас Аннус     | Эстония        | Орден Белой звезды III класса              | 6 февраля 2006   | 8 июля 2014     | [ К 7 ]  |
| Яан Айтайя       | Эстония        | Медаль ордена Белой звезды                 | 2 февраля 2001   | 2 апреля 2013   | [ К 8 ]  |
| Виллу Рейльян    | Эстония        | Орден Государственного герба IV класса     | 4 февраля 2002   | 26 мая 2010     | [ К 9 ]  |
| Виллу Рейльян    | Эстония        | Орден Белой звезды II класса               | 6 февраля 2006   | 26 мая 2010     | [ К 9 ]  |
| Айвар Отсальт    | Эстония        | Орден Орлиного креста IV класса            | 6 февраля 2006   | 30 июня 2009    | [ К 10 ] |
| Ристо Тейнонен   | Финляндия      | Орден Креста земли Марии V класса          | 2 февраля 2001   | 13 марта 2009   | [ К 11 ] |
| Херман Симм      | Эстония        | Орден Белой звезды IV класса               | 6 февраля 2006   | 13 марта 2009   | [ К 12 ] |

## Комментарии
1. ↑  За причастность к распространению допинга в лыжном спорте[6].
2. ↑  Признана судом виновной в насилии над детьми[10].
3. ↑  Признан судом виновным в ведении разведывательной деятельности, направленной против Эстонии, и её поддержку, а также в создании и поддержании антиэстонских связей[13].
4. ↑  На основании обнародования многочисленных фактов причастности Алавера к распространению допинга в лыжном спорте[16].
5. ↑  Признан судом виновным в нарушении Закона о государственной тайне[19].
6. ↑  Признан судом виновным в присвоении имущества, разглашении государственной тайны, незаконном обороте наркотических веществ[21].
7. 1 2 3  Признан судом виновным в совершении коррупционных преступлений при обмене земель[24].
8. ↑  Признан судом виновным в сексуальном насилии над несовершеннолетними[27].
9. ↑  Признан судом виновным в вымогании взятки[30].
10. ↑  Признан судом виновным в присвоении имущества Департамента полиции[эст.]*, подстрекательстве к частной слежке, пособничестве в нанесении ущерба природному ландшафту, незаконном обращении огнестрельного оружия[32].
11. ↑  На основании фотографий 2007 года с вечеринки в честь годовщины Ванзейской конференции 1942 года касательно уничтожения евреев, на которых Тейнонен запечатлён разрезающим торт с изображением свастики в соответствующей нарукавной повязке и с государственной наградой Эстонии на груди[34].
12. ↑  Признан судом виновным в государственной измене[36].